# تفاصيل مغرية
تستخدم التفاصيل المغرية أغلب الأحيان في الكتب المدرسية والمحاضرات وعروض الشرائح والأشكال الأخرى من المحتوى التعليمي لجعل الدورة التدريبية أكثر تشويقًا أو تفاعلية. يمكن أن تأخذ التفاصيل المغرية شكل نص أو صور أو رسومات توضيحية أو أصوات أو موسيقى وهي حسب التعريف: 1. مثيرة للاهتمام و2. غير موجهة نحو الأهداف التعليمية للدرس. أشار جون ديوي إلى هذا الموضوع لأول مرة عام 1913 بصفته «محفزات خيالية للفت الانتباه». في حين أن النصوص المصورة تعزز الفهم، قد تؤدي الرسومات غير ذات الصلة إلى نتاج تعليمي ضعيف. منذ أواخر ثمانينيات القرن العشرين، أظهرت العديد من الدراسات في مجال علم النفس التربوي أن إضافة التفاصيل المغرية يتسبب باسترجاع أضعف للمعلومات ونقل أضعف للتعلم. أجرى تالهايمر تحليلًا تلويًا ووجد بشكل عام تأثيرًا سلبيًا لإدراج التفاصيل المغرية مثل النصوص أو الصور أو الرسوميات والأصوات أو الموسيقى في المحتوى التعليمي. يدعى إضعاف التعلم هذا بتأثير التفاصيل المغرية. مؤخرًا، ظهرت عدة انتقادات لهذه النظرية. ذكر النقاد أدلة غير مقنعة ومتضاربة ليقولوا إن التفاصيل المغرية لا تعيق الفهم دومًا وإنها تحفز الطلاب أحيانًا.

## الأبحاث
تُجَرى أغلب الدراسات عبر التجارب المقارنة لنتائج التعلم بين احتمالين اثنين: شرح مع تفاصيل مغرية وشرح دون تفاصيل مغرية. يمكن أن تتنوع صيغة الشرح بين الصيغة النصية والفيديو والإنترنت أو الأسلوب التقديمي. تتنوع التفاصيل المغرية في هذه التجارب بين التفاصيل الدخيلة والصور والفيديوهات غير ذات الصلة. يحدد نتاج التعلم لدى المشاركين عبر اختبارات مختلفة تشمل قدرات الاسترجاع وقدرات حل المشكلات. ويُعرَف هذا الأمر بأداء النقل.
أظهرت الدراسات الباكرة أن إضافة التفاصيل المغرية لم تؤدِّ الغرض المراد منها المتمثل بتحسين التعلم، بل مالت إلى أن تضعف الاسترجاع لدى المتعلم. وأعاقت إضافة الجمل المشوقة وغير المهمة للنصوص التفسيرية (الإيضاحية) تعلم النقاط الأساسية في النص وتذكرَ المتعلمون التفاصيل المغرية أكثر من النص الرئيسي.
نأخذ كمثال على إدخال التفاصيل المغرية في سياق تدريبي صفًا تدريبيًا يتضمن رسومًا متحركة داخل شرائح تحوي نصائح حول الإشراف الفعال. على الرغم من أن الرسوم المتحركة ليست مرتبطة بالموضوع بالضرورة، إذ صممت الرسوم المتحركة لجعل التدريب أكثر تشويقًا، فقد أشارت نتائج العديد من الدراسات إلى أن إدراجها يضر استرجاع المحتوى التدريبي الأولي.
أجرى ماير وهارب تجربة مستخدمين درسًا حول ضربات البرق. أُضيف تأثير ضربات البرق على الطائرات كتفصيل مغري. في ستة من أصل ستة تجارب، أفاد المتعلمون الذين درسوا الدرس الأساسي دون التفاصيل المغرية المتمثلة بالضربات على الطائرات أنهم كانوا أكثر قدرة بثلاثة أضعاف على استرجاع التفاصيل المهمة هيكليًا. وقد أظهروا أداء أفضل بكثير في اختبار حل المشكلات بالمقارنة مع المتعلمين الذين شملت دروسهم تفاصيل مغرية. اقترح هارب وماير أن التفاصيل المغرية تضر المتعلمين أثناء دمجهم وتنظيمهم للمعلومات الجديدة، وذلك بتكوينها بنى معرفية غير مناسبة للاسترجاع اللاحق.

## علم النفس
يركز الباحثون على الجوانب المختلفة لنظرية المعرفة لشرح تأثير التفاصيل المغرية. تفرض التفاصيل المغرية حملًا إدراكيًا خارجيًا خلال التعلم وذلك بجذب الطلاب لاستهلاك مواردهم المحدودة في معالجة المواد التي تعرقل أو تصرف الانتباه عن بناء نموذج عقلي متين في عملية التعلم. تستخدم معظم الدراسات التفاصيل المغرية في نص العلم للإشارة إلى الحمل الإدراكي الخارجي. ولكن، هناك دراسات معاكسة أُجريَت بنصوص غير علمية ولم تعطِ النتائج نفسها. قد تشير هذه النتائج إلى أن التفاصيل المغرية تتداخل مع التعلم فقط ضمن عملية تعلم كبيرة الحمل تتطلب إدارة الموارد المعرفية المتاحة. في مواقف التعلم المترافقة بنشاط ذاكرة عاملة منخفض، لم يكن للتفاصيل المغرية أي تأثير ضار. بل قد تتسبب بأداء أفضل لتوافر الموارد المعرفية المطلوبة للوظيفة المحفزة.

### إدراك الإدراك (ما وراء المعرفة)
بحث كل من جايجر ووايلي عام 2015 في قدرة القراء على مراقبة فهمهم الخاص. استخدمت دراستهم نصًا علميًا كأساس لدرس واستُخدمَت الصور التزيينية كتفاصيل مغرية. وجدوا أن القراء كانوا أقل قدرة على مراقبة فهمهم الخاص للنص حين كان النص زاخرًا بالصور التزيينية.

### تنشيط المعرفة السابقة غير المناسبة
أكدت دراسة أجراها ماير وهارب عام 1998 أنه من المحتمل أن تأثير التفاصيل المغرية يشكل إلهاءً غير مناسب لدى المتعلم «عبر تنشيط أساس غير مناسب من معرفة سابقة لديه». علاوة على ذلك، وجدا أنه حين وُضعَت التفاصيل المغرية في بداية الدرس، تضرر أداء المتعلم بشكل خاص. لكن، حين وُضعَت التفاصيل المغرية في نهاية الدرس، كان أداء التلاميذ مماثلًا لأداء أولئك الذين لم توضع تفاصيل مغرية في دروسهم.

## الانتقادات
تدعم نظريات التعلم التقليدية ونظرية التلقي المزدوج الحديثة إدخال معلومات عرضية ومثيرة للاهتمام ضمن المحتوى التعليمي. توجد أدلة على أن المعلومات الجذابة والمثيرة للاهتمام تعزز الأفكار المعتمدة على الصور ويمكن تذكرها بشكل أفضل لأنها تسمح بتخزين المواد بالنظامين اللفظي وغير اللفظي. يشير هذا الأمر إلى أن المواد الممتعة لا تعيق التعلم حتى لو كانت دخيلة على الموضوع، بل تعزز استرجاع المواد المبهمة وغير الممتعة.
أظهرت عدة دراسات حديثة أن إضافة التفاصيل المغرية ليس له تأثير ملحوظ على نتاج المتعلم. بحث بارك وآخرون (2011) في نظرية الحمل الإدراكي لشرح هذه النتائج المثيرة للجدل. تطلبت التجربة من طلاب المدرسة الثانوية أن يتعلموا علم الأحياء باستخدام بيئة متعددة الوسائط (إحداها مع تفاصيل مغرية والأخرى دون تفاصيل مغرية). نوعت التجربة أيضًا في الحمل الإدراكي للطلاب. أظهرت النتائج أن الطلاب أبدوا أداءً أفضل بشكل ملحوظ حين وُجدت التفاصيل المغرية في بيئة ذات حمل إدراكي منخفض بالمقارنة مع جميع الشروط الأخرى. أظهرت دراسة أخرى لبارك وآخرين (2015) أنه في حين كانت التفاصيل المغرية ضارة بالتعلم في ظروف النص ذي الحمل الإدراكي الكبير، فقد حسنت التفاصيل المغرية في الواقع الدافع ونتاج التعلم في الظروف السردية التي كان الحمل الإدراكي فيها منخفضًا. وهذا يعني أن عروض الشرائح والبث على الإنترنت مع السرد المحضر جيدًا والذي يستخدم أجزاء محفزة من المعلومات تزيد الدافع لدى المتعلم.